# Jörgen Bergmark (militär)
Karl Jörgen Bergmark, född 19 oktober 1948 i Brännkyrka församling i Stockholms stad, är en svensk militär.
Bergmark avlade marinofficersexamen vid Kungliga Sjökrigsskolan 1975 och utnämndes samma år till löjtnant vid Gotlands kustartilleriregemente. Han befordrades 1978 till kapten och var från 1979 detaljchef vid Gotlands kustartilleriförsvar. Han befordrades till major 1983, gick Stabskursen på Marinlinjen vid Militärhögskolan 1984–1986 och tjänstgjorde i staben vid Östra militärområdet 1986–1988, varpå han 1988–1990 tjänstgjorde vid Militärhögskolan. År 1990 befordrades han till överstelöjtnant, varefter han 1990–1992 tjänstgjorde vid Försvarsstaben, 1992–1994 var bataljonschef vid Vaxholms kustartilleriregemente och 1994–1998 var ställföreträdande chef för Andra kustartilleribrigaden. Åren 1998–2000 var han stabschef vid Gotlands militärkommando, befordrad till överste 1999. Bergmark var chef för Operationssektionen i Marinens taktiska kommando i Högkvarteret 2000–2001 och chef för Amfibiestridsskolan 2001–2004.
Jörgen Bergmark invaldes 1995 som ledamot av Kungliga Örlogsmannasällskapet.